# Simira sampaioana
Simira sampaioana là một loài thực vật có hoa trong họ Thiến thảo. Loài này được (Standl.) Steyerm. miêu tả khoa học đầu tiên năm 1972.